# سفينة الفضاء الحربية ياماتو 3
سفينة الفضاء الحربية ياماتو 3 (باليابانية: 宇宙戦艦ヤマトIII، أوتشو سينكان ياماتو سوري)، والمعروفة أيضًا باسم ستار بليزرز: حروب البولار، هي سلسلة أنمي يابانية خيال علمي عسكري من إنتاج شركة أكاديمي برودكشنز. تعتبر هذه السلسلة تكملة لمسلسل بي فورإيفر ياماتو الذي أبدعه يوشينوبو نيشيزاكي ليجي ماتسوموتو. عُرضت على قناة يوميأوري في اليابان من 11 أكتوبر 1980 حتى 4 أبريل 1981. تم إعادة إنتاج بعض عناصر السلسلة لاحقًا في عام 2024 في عمل بعنوان بي فورإيفر ياماتو: ريبيل 3199.

## ملخص القصة
تدور أحداث القصة حول الدراما التي تحدث عندما يصطدم صاروخ بروتون طائش، ناتج عن معركة بين إمبراطورية جالمان ووفد بولار، بالشمس. هذا التصادم يؤدي إلى تسارع عملية الاندماج النووي إلى مستويات خطيرة وغير آمنة. لذا، يجب على سفينة ياماتو وطاقمها الانطلاق في مهمة للبحث عن عالم جديد للبشرية. ويجب عليهم إنجاز هذه المهمة في أقل من عام واحد.
على مدار القصة، يجب على سفينة ياماتو وطاقمها إتمام مهمتهم في إيجاد وطن جديد لأبناء الأرض وسط الصراع الناجم عن نزاع جالمان-بولار. نتعلم أن جالمان هم السلالة الأصلية التي جاء منها غاميلاس. بعد انتهاء المعركة مع إمبراطورية السديم المظلم، وهي معركة دمرت كوكب غاميلاس، انطلق ديسلر وقواته المتبقية للبحث عن هذا الوطن الأصلي. وجدوا جالمان مستعبدين من قبل الفضائيين رماديين البشرة القساة المعروفين باسم بولار. قاموا بتحرير جالمان على الفور، واندلعت حرب مجرية شاملة بعد ذلك.
في النهاية، تلحق سفينة ياماتو وطاقمها بديسلر، الذي يشعر بندم عميق بسبب تورط الأرض في هذا الصراع. يرسل ديسلر فريقًا من علماء غاميلاس-جالمان لمحاولة إصلاح الشمس. لكن هذا الجهد يفشل في النهاية.
خلال سير المهمة، تنقذ سفينة ياماتو رُدى، الملكة المنفية للكوكب الغامض والمخفي شالبارت. ويتضح أنها تُعبد من قبل الفصائل الساعية للسلام داخل كل من إمبراطورية جالمان وإمبراطورية بولار، وهي مطلوبة (ويُفضل موتها) من قبل الحكومتين اللتين تخافان من تأثيرها. هذا يضع ضغطًا على التحالف الهش بين الأرض وجالمان، ويتسبب في إعلان بولار الحرب المفتوحة على الأرض.
يتم إنقاذ الأرض أخيرًا عندما تأخذ سفينة ياماتو رُدى إلى شالبارت، فتقرر منح الأرضيين جهازًا بندقية الهيدرو-كوزموغين الذي يمكنه استعادة التوازن الطبيعي للاندماج في الشمس. ولكن حتى هذا لا ينجح إلا بعد تضحيات قصوى يقدمها بعض أفراد طاقم ياماتو.

## الممثلون
- نوريكو أوهارا بدور سابِرا
- كيه تومياما بدور سوسومو كوداي
- يوكو أساغامي بدور يوكي موري
- أكيرا كاميا بدور شيرو كاتو
- غورو نايا بدور غوستاف
- إيجي كاني
- تاكيشي آونو
- ماساتُو إيبو بدور ديسلر وهيكورُو تودو
- كوغي يادا بدور الجنرال تالون
- كينيتشي أوغاتا بدور أنالايزر
- كيكو هان بدور رُدى شاروبارتو
- كازو هاياشي بدور ياسوأو نانبو
- هيروتاكا سوزوؤكي بدور كوجيرو أوهتا
- هيديوكي تاناكا بدور ريوسوكي دامون
- جونبي تاكيغوتشي
- كانيتو شيوزاوا
- كوهِيِه مياوتشي بدور شيخ شالبارت
- موغيهيتو بدور داغون
- شيغيرو تشيبا
- سومي شيماموتو
- شوزو إيزوكا
- تيشو غيندا
- تورو فورويا بدور دايسكي توكوجاوا
- توموميتشي نيشيمورا
- توشيو فوروكاو بدور تاكيشي آغيها